# ويليام رينولدز (لاعب كرة قدم)
ويليام رينولدز (بالإنجليزية: William Reynolds)‏ (1 يناير 1870 في المملكة المتحدة - ) هو لاعب كرة قدم بريطاني (وحمل سابقاً جنسية المملكة المتحدة لبريطانيا العظمى وأيرلندا) في مركز الظهير. لعب مع برمنغهام سيتي ونادي ووستر سيتي.